# Euphorbia vezorum
Euphorbia vezorum är en törelväxtart som beskrevs av Jacques Désiré Leandri. Euphorbia vezorum ingår i släktet törlar, och familjen törelväxter. IUCN kategoriserar arten globalt som sårbar.
Artens utbredningsområde är Madagaskar. Inga underarter finns listade i Catalogue of Life.